# Lanusei
Lanusei – miejscowość i gmina we Włoszech, w regionie Sardynia, w prowincji Nuoro. Graniczy z Arzana, Bari Sardo, Cardedu, Elini, Gairo, Ilbono, Jerzu, Loceri, Osini i Tertenia.
Według danych na rok 2019 gminę zamieszkiwało 5197 osób, 97 os./km².